# Гуаньяйнс (микрорегион)

Гуаньяйнс на карте.

Гуаньяйнс (порт. Microrregião de Guanhães) — микрорегион в Бразилии, входит в штат Минас-Жерайс. Составная часть мезорегиона Вали-ду-Риу-Доси. Население составляет 	130 963	 человека (на 2010 год). Площадь — 	5779,792	 км². Плотность населения — 	22,66	 чел./км².

## Демография
Согласно сведениям, собранным в ходе переписи 2010 г. Национальным институтом географии и статистики (IBGE), население микрорегиона составляет:						
| Полное население                             | Полное население                             | Полное население                             | Полное население                             | 130 963 |
| -------------------------------------------- | -------------------------------------------- | -------------------------------------------- | -------------------------------------------- | ------- |
| в том числе:                                 | Городское население                          | 79 860                                       | Процент городского населения, %              | 60,98   |
|                                              | Сельское население                           | 51 103                                       | Процент сельского населения, %               | 39,02   |
|                                              | Мужское население                            | 64 499                                       | Процент мужского населения, %                | 49,25   |
|                                              | Женское население                            | 66 464                                       | Процент женского населения, %                | 50,75   |
| Плотность населения, чел/км²                 | Плотность населения, чел/км²                 | Плотность населения, чел/км²                 | Плотность населения, чел/км²                 | 22,66   |
| Население микрорегиона в % к населению штата | Население микрорегиона в % к населению штата | Население микрорегиона в % к населению штата | Население микрорегиона в % к населению штата | 0,67    |

## Статистика
- Валовой внутренний продукт на 2003 год составляет 414 821 189,00 реалов (данные: Бразильский институт географии и статистики).
- Валовой внутренний продукт на душу населения на 2003 год составляет 3233,12 реалов (данные: Бразильский институт географии и статистики).
- Индекс развития человеческого потенциала на 2000 год составляет 0,689 (данные: Программа развития ООН).

## Состав микрорегиона
В составе микрорегиона включены следующие муниципалитеты:
1. Браунас
2. Кармезия
3. Колуна
4. Дивиноландия-ди-Минас
5. Дорис-ди-Гуаньяйнс
6. Гонзага
7. Гуаньяйнс
8. Матерландия
9. Паулистас
10. Сабинополис
11. Санта-Эфижения-ди-Минас
12. Сардоа
13. Сеньора-ду-Порту
14. Сан-Жуан-Эванжелиста
15. Виржинополис